# Lato w Nohant (film 1999)
Lato w Nohant – polski film z 1999 w reżyserii Agnieszki Glińskiej. Jest to adaptacja filmowa sztuki pod tym samym tytułem napisanej przez Jarosława Iwaszkiewicza z 1937. Osobą odpowiedzialną za dźwięk był Wacław Pilkowski.

## Aktorzy
- Joanna Szczepkowska - George Sand
- Piotr Skiba - Fryderyk Chopin
- Aleksandra Popławska - Solange
- Łukasz Garlicki - Maurycy
- Dominika Ostałowska - Panna de Rosieres
- Artur Żmijewski - Wodziński
- Joanna Sydor-Klepacka - Augustyna
- Grzegorz Damięcki - Clesinger
- Adam Nawojczyk - Rousseau
- Bogdan Brzyski - Fernand
- Edyta Olszówka - Madeleine
- Władysław Kowalski - Jan